# Зубков, Владимир Григорьевич
Владимир Григорьевич Зубков (1847—1903) — педагог, филолог-классик, профессор Московского университета.

## Биография
Родился в 1847 году в семье священника Верх-Исетской церкви в Пермской губернии.
В 1866 году окончил Екатеринбургскую гимназию, а в 1870 году со степенью кандидата историко-филологический факультет Императорского Московского университета. Зная в совершенстве латинский язык, трижды (на 2-м, 3-м и 4-м курсах) получал премии за сочинения по древним языкам. Во время учёбы в университете на него оказали влияние Г. А. Иванов и П. М. Леонтьев, которые ходатайствовали об оставлении Зубкова в университете для приготовления к профессорскому званию. Однако из-за «крайнего недостатка в гимназиях преподавателей по предметам историко-филологического факультета» он был направлен преподавателем латинского языка в 5-ю московскую гимназию. Существовало правило, обязывавшее выпускников, получавших во время обучения педагогическую стипендию, выслужить обязательный двухлетний срок гимназическим учителем и спустя два года, в 1872 году историко-филологический факультет Московского университета просил министерство народного просвещения отправить Зубкова для совершенствования образования на два с половиной года за границу, но вновь был получен отказ по причине того, что Зубковым не был сдан магистерский экзамен и у него не было научных публикаций.
Только после сдачи в конце 1873 и начале 1874 годов магистерских экзаменов он был командирован по ходатайству профессора Г. А. Иванова с 1 сентября 1874 года за границу «дабы дать ему возможность приготовиться к занятию в Московском университете кафедры греческого языка, словесности и древностей». Сначала он посещал лекции в Кёнигсбергском университете, затем слушал лекции в Бонне, а летом 1876 года изучал в Париже рукописи Софокла.
После возвращения в Москву осенью 1876 года он был приглашён преподавать греческий язык в Московском университете студентам 2-го курса, однако из-за болезни к занятиям приступил только в 1878 году — студентам 2-го и 3-го курсов.
В конце апреля 1879 года защитил магистерскую диссертацию «Трахинианки — трагедия Софокла» на степень магистра греческой словесности и в мае стал доцентом Московского университета по кафедре греческой словесности; экстраординарный профессор филологии (с ноября 1884 года). Одновременно, с августа 1879 года по сентябрь 1887 года преподавал классические языки в 5-й московской гимназии. В это же время он стал составлять учебники.
С 15 ноября 1884 года по 1 июля 1886 года он читал лекции по греческому языку студентам-филологам университетских курсов Катковского лицея.
Оставил преподавание в университете (12.12.1896) из-за тяжёлой душевной болезни. Скончался в московской психиатрической больнице 29 сентября (12 октября) 1903 года. Похоронен на кладбище женского Новоалексеевского монастыря.
В воспоминаниях А. Белого «На рубеже двух столетий» отмечено, что профессор В. Г. Зубков жил на Арбате, на Сенной площади.